# 细乳液
细乳液是一类特殊乳液。1973年由美国理海大学（Lehigh University）的Ugelstad首先提出。 典型配方为水，单体或单体混和物，乳化剂， 共乳化剂（典型为正十六烷和十六醇）和引发剂。细乳液聚合一般分为两个阶段: 细乳化阶段和聚合阶段。细乳化阶段主要是通过高剪切力作用，将溶解有乳化剂、共乳化剂的单体分散成直径50—500nm的细液滴。该剪切过程通常经超声或高压均质机来完成。在理想的细乳液过程中，由于乳化剂和共乳化剂的存在，聚并和Ostwald熟化分别被抑制。液滴的尺寸取决于乳化剂和共乳化剂的用量， 以及剪切过程所用的能量。
细乳液过程特别适合于纳米材料和高固含量乳胶的制备。
传统乳液聚合和细乳液聚合的本质区别在于前者是胶束和均相成核， 而后者是液滴成核。细乳液比传统乳液更稳定。